# Kristin Thorleifsdóttir
Kristin Thorlacius Thorleifsdóttir född 13 januari 1998 i Stockholm, är en svensk handbollsspelare som spelar som vänsternia.

## Karriär

### Klubblagsspel
Thorleifsdottir började spela i plantskolan Rimbo HK men lämnade klubben 2012 som B-flicka. Hon spelade sedan två år för Rosersbergs IK innan hon tog steget till Skånela IF för att få spela i damallsvenskan. Efter två år där värvades hon till H65 Höör 2017.  I H65 Höör har hon utvecklats i elitserien och i europaspelet och framför allt har hon blivit en stabilare försvarsspelare. Efter att Mikaela Mässing lämnar Höör har hon också fått ta större ansvar i klubben. Efter tre år i H 65 började hon 2020 en proffskarriär i Randers HK. Hon skrev ett tvåårskontrakt men redan efter ett år bröts kontraktet och hon gick till HH Elite istället.
Sommaren 2024 gick hon till ungerska Debreceni VSC.

### Landslagsspel
Thorleifsdóttir var från 19 års ålder en av nyckelspelarna i det svenska ungdomslandslaget. Hon har spelat 57 ungdomslandskamper och gjort 208 mål med ett målsnitt över 3,5. Thorleifsdóttir blev uttagen i nettotruppen till VM i Japan då Sabina Jacobsen lämnade återbud på grund av skada. Hon fick åka med truppen till Japan och landslagsdebuterade strax före VM 2019 i genrepet mot Norge. Precis före VM stod det klart att hon skulle vara reserv på plats i Japan och hon skrevs inte in i 16-mannaspelartruppen. Hon fick istället debutera i mästerskap vid EM 2020 i Danmark. Hon var också med i OS-truppen till Japan. Hon fick dock lite speltid i OS-turneringen 83 minuter på 8 matcher och stod bara för 2 mål på tre skott. Hon har sedan spelat flera mästerskap. Hon används mest i försvarsspelet men deltar i kontringar. Hon har ett bra skott särskilt i andrafas av kontringar.